# Днєприк (річка)
Днєприк (біл. Днепрык) — річка в Речицькому районі Гомельської області Білорусі, ліва притока річки Ведрич (басейн Дніпра).

## Загальні відомості
Довжина річки — 19,6 км, площа басейну — 118 км². Середній нахил водної поверхні — 0,07 ‰.